# Charles-Clément Bervic
Jean Guillaume Balvay, dit Charles Clément Bervic, né le 23 mai 1756 à Paris où il est mort le 23 mars 1822, est un graveur français.

## Biographie
Fils d’un tailleur, sa vocation artistique se manifesta dès son plus jeune âge. Il voulait être peintre, mais ses parents, gens de labeur, appréhendant pour leur enfant le souci du quotidien, qui leur semblait inhérent à une carrière d’artiste, le détournèrent de la peinture pour l’orienter vers la gravure, qui était, en quelque sorte. un compromis entre l’art et le commerce. C’était, pour eux, le moyen de lui mettre un bon métier entre les mains tout en donnant satisfaction à ses gouts, l’avantage. C’est ainsi qu’il fit son premier apprentissage auprès de Jean-Baptiste Le Prince, puis à partir de l’âge de 14 ans auprès du graveur sur cuivre Jean-Georges Wille, qui apprenait la grande tradition aux apprentis graveurs. Wille s’attacha à cet élève, qui devait lui faire honneur. Quelques années plus tard, en 1774, il donna sa première planche, d’après un dessin de Wille fils, sous le titre du Petit Turc. La même année, le 24 septembre 1774, à l’âge de dix-huit ans, il obtint le premier prix de dessin de l’Académie royale de peinture et de sculpture. Sa deuxième planche, datant de 1779, est le Portrait de Linné, d’après Roslin. Occupé à terminer ceux du prince Ignacy Jakub Massalski, évêque de Vilnius, d’après Kymli, et du comte de Vergennes, d’après son propre dessin, planches qui parurent en 1780, il fut chargé par le comte de Pugol, d’exécuter, pour la ville de Valenciennes, le portrait de Sénac de Meilhan, alors Intendant du Hainaut, d’après Duplessis.
En septembre 1782, au retour du voyage d’un voyage Havre, il fit un court séjour il rendit visite à Jean-Baptiste Descamps, le fondateur de l’école école gratuite de dessin et de peinture de Rouen, qui l’engagea à se présenter à l’Académie de Rouen, qui l’admit en son sein, le 5 décembre 1783. La même année, il donna l’estampe intitulée le Repos, et peu après, celle dite la Demande acceptée d’après Lépicié.
Graveur en taille-douce travaillant exclusivement au burin, il reçut un grand nombre de prix et son talent de dessinateur fut particulièrement apprécié. Doué de beaucoup de talent et suivant le goût du jour dans le choix de ses sujets, il fut agréé, le 29 mai 1784, à l’Académie qui lui donna à graver, pour morceau de réception, le Portrait de M. le Comte d’Angiviller. Le 16 février 1787, le logement, devenu vacant à la mort de Lépicié, lui fut accordé. Le 20 avril 1792, le prix d’encouragement pour la gravure en taille douce lui fut décerné. Le 28 février 1803, il fut fait membre de l’Académie des beaux-arts. En 1809, l’Empereur de Russie, par sa munificence, lui témoigna sa satisfaction. En 1810, la Commission, nommée pour la distribution des prix décennaux qui devait avoir lieu, témoigna le désir que celui de gravure lui soit décerné. En 1815, le gouvernement le décora de l’Ordre de la Réunion. En 1819, Louis XVIII le fit chevalier de l’Ordre royal de la Légion d’honneur. Il était, à sa mort, membre de toutes les académies de l’Europe : celle de Copenhague, en 1785 ; de Berlin, en 1804 ; de Bologne, en 1805 ; d’Amsterdam, en 1809 ; de Milan et de Turin en 1811 ; de Vienne et de Munich, en 1812 ; et de Saint-Pétersbourg, en 1814, ainsi qu’à la Société des Enfans d’Apollon, en 1789 ; la Société libre des Sciences et Arts, en 1799 ; la Société de l’Athénée des Arts, en 1805 ; et la Société philotechnique, en 1806.
Le 2 janvier 1788, il épousa à Paris une jeune peintre d'origine suisse, Marie-Marguerite Carreaux de Rosemond, élève d'Adélaïde Labille-Guiard, qui lui donna un fils. Elle mourut cependant le 12 novembre suivant. Bervic se remaria, le 4 juin 1791, avec Marie-Madeleine Bligny, morte en 1795.
Il a eu, entre autres, comme élève Louis-François Mariage, Louis-Pierre Henriquel-Dupont et Paolo Toschi.
Charles-Clément Bervic meurt le 23 mars 1822. Il repose au cimetière du Père Lachaise (division 11), à Paris.

## Œuvres
- L'Enlèvement de Déjanire (1810) d'après le Guide[8].
- Gabriel Sénac de Meilhan (1783) d'après Joseph Siffrein Duplessis[9].
- Louis XVI (1790) d'après Antoine-François Callet[10].
- Saint Jean dans le désert (1791) d'après Raphaël[11].
- L'Education d'Achille (1798) d'après Jean-Baptiste Regnault[12].
- La Demande Acceptée (1783) d'après Nicolas-Bernard Lépicié[13].
- Le Repos (1777) d'après Nicolas-Bernard Lépicié[14].
- L'Innocence (1798) d'après Léonor Mérimée[15].
- Portrait d' Ignacy Jakub Massalski (1780) d'après Franz Peter Kymli[16].
- Charles Gravier, comte de Vergennes (1780)[17]
- Le Serment d'après Jean-Honoré Fragonard[18]
- Portrait de Carl von Linné d'après Alexandre Roslin[19]

## Galerie

Gravures de Charles-Clément Bervic
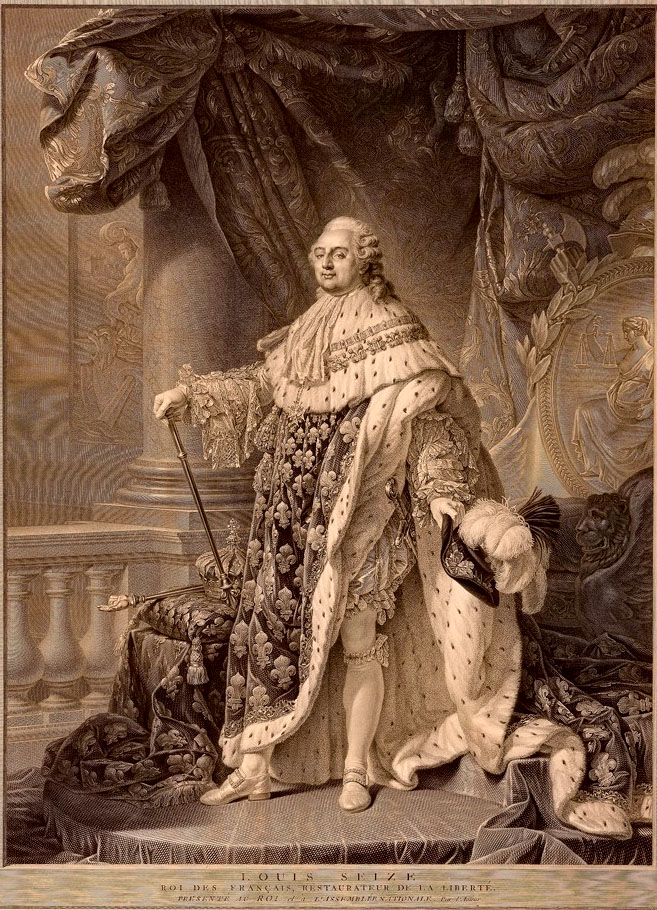
Louis XVI
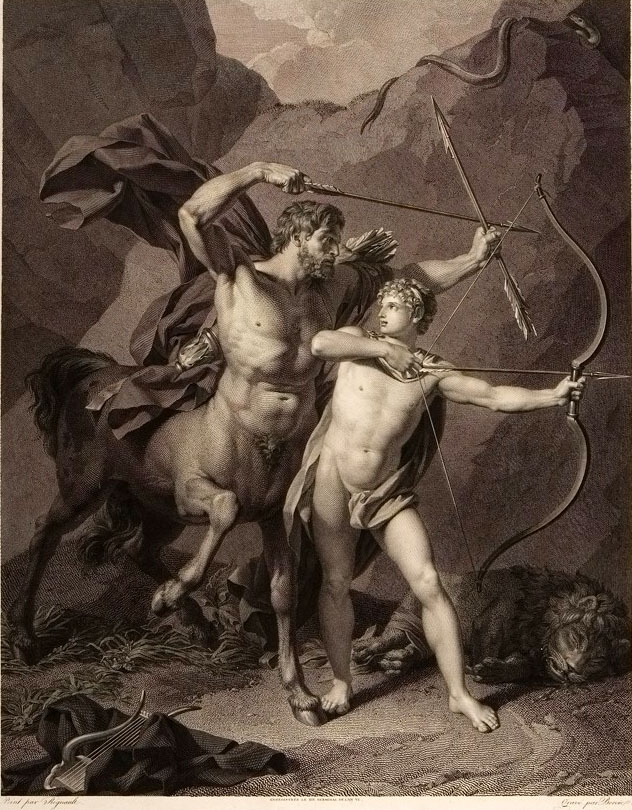
L'Éducation d'Achille
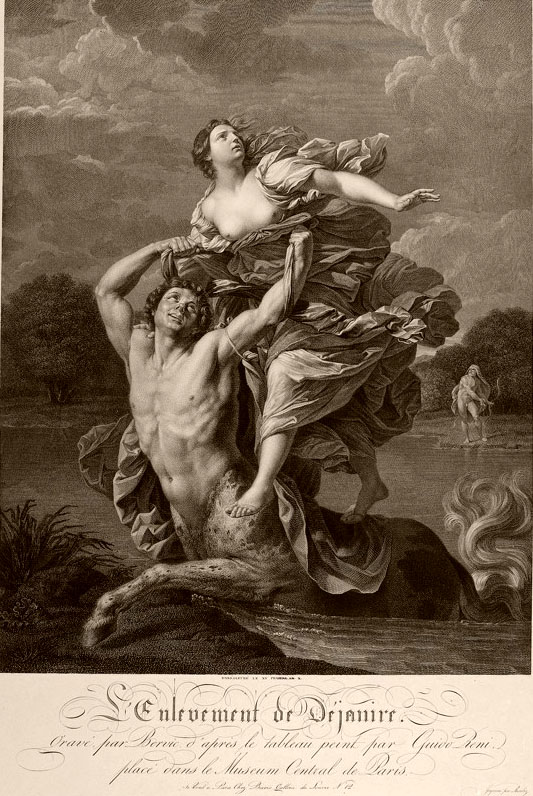
L'Enlèvement de Déjanire
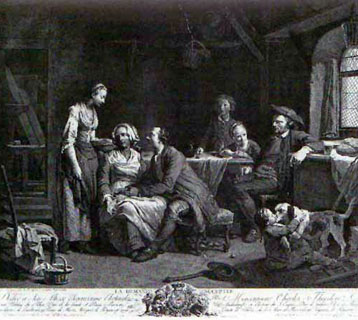
La Demande acceptée
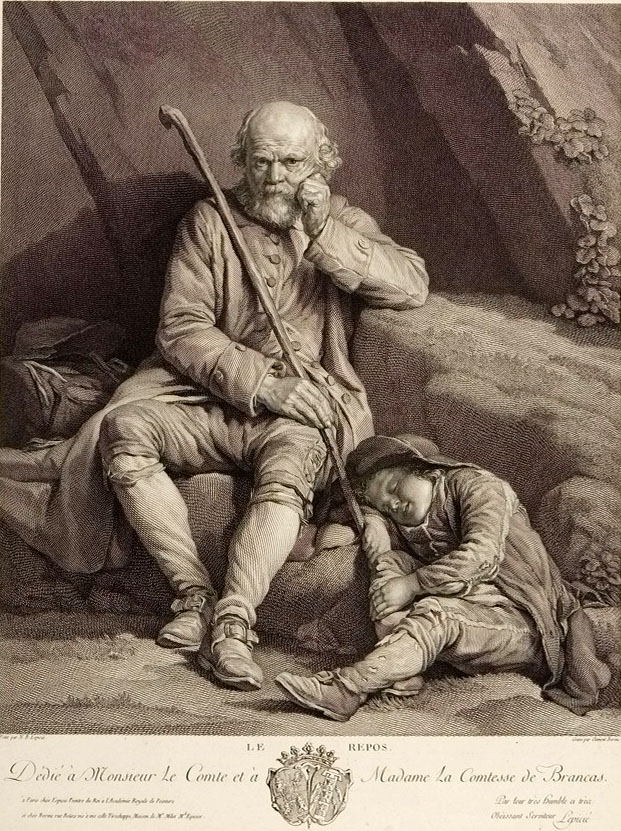
Le Repos
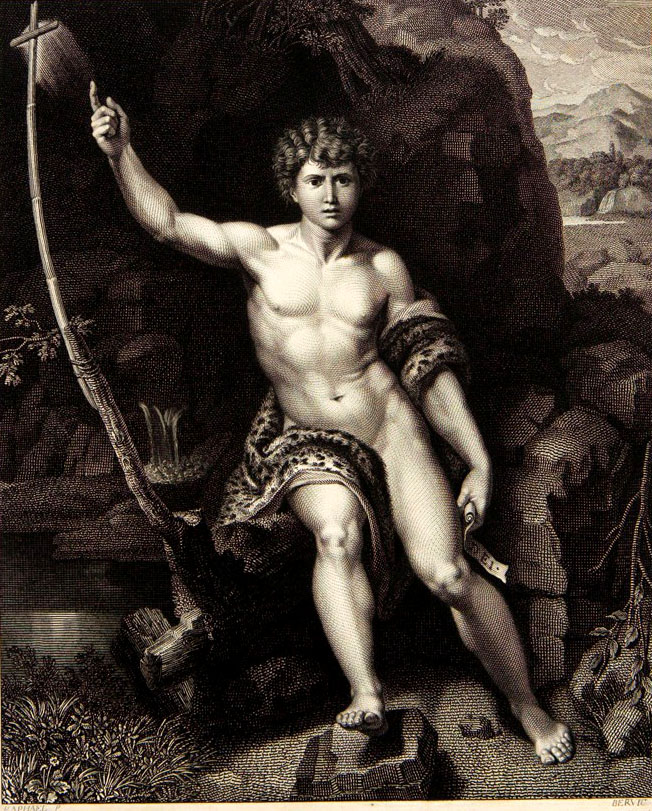
Saint Jean-Baptiste au désert
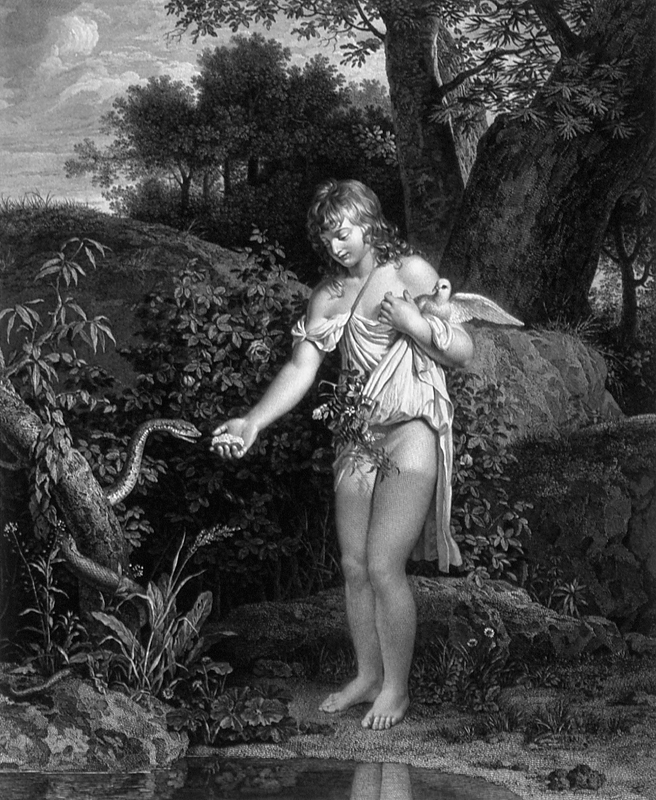
L'Innocence nourrissant un serpent.

## Décorations
- Chevalier de l'ordre de la Réunion
- Chevalier de la Légion d'honneur en 1819[5]